# Slash
|  | Per a altres significats, vegeu «Slash (fanfiction)». |

Saul Hudson, conegut com a Slash (23 de juliol del 1965, Hampstead, Londres), és un músic anglès que va ser el guitarra solista del popular grup de hard rock Guns N' Roses.
Actualment toca amb Velvet Revolver, acompanyat de Duff McKagan i Matt Sorum, també exmembres de Guns N' Roses, i el guitarrista Dabe Kushner, exmembre de Suicidal Tendencies i Infectious Grooves. També ha format part del grup Slash's Snakepit, amb el qual va gravar discos, i del grup de versions de blues Slash's Blues Ball.
El febrer 2010 va sortir el seu primer àlbum en solitari anomenat Slash & Friends en el qual han participat nombrosos convidats de prestigi (Iggy Pop, Ozzy Osbourne, Dave Grohl, etc.).

## Slash a Guns N' Roses
Slash va conèixer Axl Rose el 1984 gràcies a Vicky Hamilton. Mesos després, Slash va provar de tocar per a la formació Hollywood Rose la mateixa a la qual pertanyien Axl Rose i Izzy Stradlin, però no va ser triat. Va pertànyer a la formació Road Crew juntament amb Steven Adler, a la qual posteriorment es van unir Duff McKagan, Axl Rose i Izzy Stradlin per formar finalment Guns N' Roses.
El 1987 van editar el seu àlbum debut, Appetite for Destruction, el disc va vendre 25 milions de còpies, va tenir tres cançons entre el top 10 («Welcome to the Jungle", Sweet Child O' Mine i Paradise City), i va aconseguir el número 1 a les llistes. Appetite for Destruction és el segon disc debut més venut de la història.
El 1988 van gravar el seu segon àlbum d'estudi, G N' R Lies. Que inclou les quatre cançons del demo "Live ?!*@ Like a Suicide" més quatre cançons gravades en viu, inclosa la controvertida «One in a Million».
El 1991, Guns N' Roses es va embarcar en una llarga gira de 28 mesos, Use Your Illusion Tour, que va coincidir amb el llançament dels seus nous discos Use Your Illusion I i Use Your Illusion II, una de les gires més extenses de tots els temps. Després de la gira dels Use your Illusion, Slash es va convertir en ciutadà estatunidenc.
Slash abandona definitivament Guns N' Roses el 30 de novembre de 1996 després de declarar que no podia treballar amb Rose i que no li agradava la manera com els tractava a ell i la resta de la formació. Hi havia grans diferències en la direcció musical que volia Slash i Axl.

## Equipament

### Guitarres
- Gibson Les Paul - 1959
- Gibson Les Paul Standard
- Gibson Les Paul Custom - 1959
- Gibson Signature - 2004
- Gibson Melody Makers - 1963 - 1965
- Gibson SG - 1959
- Gibson EDS-1275
- Gibson Flying V - 1959
- Gibson Explorer - 1958
- Gibson HD.6x-Pro Digital LesPaul - 2006
- ES-335
- Firebird VII
- J-100
- Fender Telecaster - 1952
- Fender Stratocaster - 1956
- Fender Stratocaster - 1965
- Fender Jazzmaster - 2006
- Ernie Ball/Musicman Silhouette
- Guild 12-string Acoustic Guitar
- B.C. Rich Mockingbird
- B.C. Rich 10-string Bich
- Martin D-28 Acoustic Guitar
- Travis Bean Travis Bean Electric
- First Act GarageMaster - 2006
- Epiphone les paul lt100

### Amplificadors
- Dunlop DCR-1SR Cry Baby Rackmount Wah Wah
- Rocktron Hush II CX (noise gate)
- DBX 166 Compressor
- Yamaha SPX 900 Multieffect
- Boss DD-3 Delay
- MXR 10-band graphic EQ
- Heil Talkbox

### Cordes
- Ernie Ball Slinky R.P.S gauge 0.11, 0.14, 0.18, 0.28, 0.38, 0.48

### Pastilles
- Seymour Duncan Alnico II Pro

### Pues
- Dunlop Purple Tortex (1.14 mm)

## Discografia
Guns N' Roses
- 1986: Live Like A Suicide (UZI Suicide)
- 1987: Appetite for Destruction (Geffen)
- 1987: EP (Live from the Jungle) (Geffen)
- 1988: G N' R Lies (Geffen)
- 1991: Use Your Illusion I (Geffen)
- 1991: Use Your Illusion II (Geffen)
- 1993: The Spaghetti Incident? (Geffen)
- 1999: Live Era: '87-'93 (Geffen)
- 2004: Greatest Hits (Geffen)

Slash's Snakepit
- 1995: It's Five O'Clock Somewhere (Geffen)
- 2000: Ain't Life Grand (Koch Records)

Velvet Revolver
- 2004: Contraband (RCA Records)
- 2007: Libertad (RCA Records)

Àlbum en solitari
- 2010: Slash (Roadrunner Records)
- 2010: Live in Manchester (Dik Hayd International)